# Nettuno
Nettuno es una localidad y municipio italiano de la ciudad metropolitana de Roma Capital, región del Lacio,  conocida por ser el pueblo donde vivió y murió asesinada Santa María Goretti. Con 44.444 habitantes. La ciudad es mundialmente conocida por ser sede del Nettuno Baseball Club, uno de los mejores clubes de béisbol de Europa.
Nettuno es un popular destino turístico, un centro agrícola e industrial. Una parte de la ciudad se encuentra dentro de las murallas medievales y, en las afueras, es el noble Forte Sangallo (1501), un ejemplo de fortificación moderna construida por el arquitecto renacentista Antonio da Sangallo el Viejo, para el papa Alejandro VI.

## Evolución demográfica
| Gráfica de evolución demográfica de Nettuno entre 1861 y 2001 |
|                                                               |
| Fuente ISTAT - elaboración gráfica de Wikipedia               |